# Joseph Francis McGeough
Joseph Francis McGeough (* 29. August 1903 in New York City, USA; † 12. Oktober 1970) war ein US-amerikanischer Geistlicher, römisch-katholischer Erzbischof und Diplomat des Heiligen Stuhls.

## Leben
Joseph Francis McGeough empfing am 20. Dezember 1930 das Sakrament der Priesterweihe. Am 9. Mai 1957 wurde er Apostolischer Internuntius in Äthiopien.
Am 17. September 1960 ernannte ihn Papst Johannes XXIII. zum Titularerzbischof von Hemesa und bestellte ihn zum Apostolischen Internuntius in Südafrika. Der Papst selbst spendete ihm am 28. Oktober desselben Jahres die Bischofsweihe; Mitkonsekratoren waren der Päpstliche Almosenier, Kurienerzbischof Diego Venini, und der Bischof von Imola, Benigno Carrara.
Am 8. Juli 1967 wurde Joseph Francis McGeough Apostolischer Nuntius in Irland. Er trat im März 1969 als Apostolischer Nuntius in Irland zurück.
Joseph Francis McGeough nahm an allen vier Sitzungsperiode des Zweiten Vatikanischen Konzils teil. 